# Brigada de la Juventud Comunista Revolucionaria
La Brigada de la Juventud Comunista Revolucionaria (Revolutionary Communist Youth Brigade por sus siglas en inglés) es el antiguo grupo juvenil del Partido Comunista Revolucionario de los Estados Unidos. Fundada originalmente como la Brigada Attica, se convirtió luego en la Brigada Estudiantil Revolucionaria. Su uniforme incluía poleras con una gran estrella roja sobre la cual aparecía un joven con un rifle. Algunas incluían el mensaje "Nací en la cloaca llamada capitalismo, pero vivo para la revolución".
Su conferencia fundacional ocurrió en 1977, donde el discurso principal fue dado por el presidente del Partido Comunista Revolucionario, Bob Avakian. En años posteriores la brigada intentó hacer alianzas con grupos anarquistas y otras fuerzas de izquierda, con resultados variados.
El miembro más famoso de la brigada fue Gregory "Joey" Johnson. Durante la Convención Nacional del Partido Republicano de 1984, celebrada en Dallas, Texas, quemó una bandera estadounidense como protesta contra las políticas de la administración de Ronald Reagan. Johnson fue arrestado y condenado a un año de cárcel, logrando cancelar su condena en una apelación. El Estado de Texas apeló aquella decisión ante la Corte Suprema de Estados Unidos. En este nuevo caso, Texas contra Johnson la corte dictaminó que su acto estaba protegido por la Primera Enmienda, por tratarse de un acto expresivo. La decisión también invalidó leyes que prohibían la profanación de la bandera estadounidense, en rigor en 48 de los 50 estados al momento de la sentencia.